# Pavel Cheremet
Pour les articles homonymes, voir Sheremet.
Pavel Grigorievitch Cheremet (en russe : Павел Григорьевич Шеремет), né le 28 novembre 1971 à Minsk (Biélorussie) et mort assassiné le 20 juillet 2016 à Kiev (Ukraine), est un journaliste biélorusse et russe.

## Biographie
Pavel Cheremet s'est fait connaître lorsqu'il travaillait pour la télévision d'État de Biélorussie. Ses critiques du régime autoritaire du président biélorusse Alexandre Loukachenko lui valurent quelques mois de prison en 1998. Un mouvement de soutien international se crée, et le fait figurer parmi les lauréats du Prix international de la liberté de la presse du Comité pour la protection des journalistes de 1998. Libéré, il s'installe en Russie où il travaille successivement pour deux télévisions publiques russes, de 1999 à 2014. Il prend la nationalité russe et, en 2000, est déchu de sa nationalité biélorusse. Il était un ami personnel de l'opposant russe Boris Nemtsov, assassiné à Moscou en 2015, et il a travaillé avec Dzmitry Zavadski, probablement assassiné en 2000.
En juillet 2014, il démissionna en critiquant publiquement l'annexion de la Crimée par la Russie et l'intervention militaire russe en Ukraine. Installé en Ukraine, il était aussi un critique acerbe des autorités et du président Petro Porochenko. Dans son dernier billet de blog, le 17 juillet 2016, Il s'inquiète du risque de coup d'État militaire en Ukraine en constatant que certaines anciennes milices, comme la milice controversée Azov, intégrées à l'armée, sont de facto au-dessus des lois et ont noué des alliances avec les services secrets et le crime organisé.

### Décès
Pavel Cheremet est assassiné le 20 juillet 2016 à Kiev (Ukraine),, par une bombe qui avait été placée sous sa voiture,. 
En décembre 2019, la police ukrainienne a arrêté cinq personnes, dont un chirurgien pédiatre et un musicien de rock, le président Volodymyr Zelensky déclarant que « les tueurs probables ont été arrêtés aujourd'hui ». La police soupçonne qu'au moins cinq personnes étaient impliquées, et a déclaré que tous avaient servi comme volontaires dans la guerre de l'Ukraine contre les rebelles soutenus par la Russie dans la région orientale du Donbass. Un sixième suspect avait été invité à être interrogé, mais s'est suicidé.
Le 4 janvier 2021, le EUobserver a rapporté que de nouvelles preuves, y compris des documents et des enregistrements audio, ont été trouvées en relation avec le meurtre de Cheremet. Les enregistrements d'une réunion sur écoute en 2012 révèlent que Vadim Zaitsev, le président à l'époque du KGB biélorusse, le service de renseignements, discutait du complot d'assassinat avec deux officiers du groupe Alpha du KGB, une unité d'élite de lutte contre le terrorisme. Dans cette bande audio, il dit : « Nous devrions nous occuper de Cheremet qui nous fait chier. Nous posons une bombe et ainsi de suite pour qu'on ne puisse même pas récupérer les mains et les jambes de ce rat minable »[pas clair].

## Récompenses et distinctions
Pavel Cheremet est lauréat du Prix international de la liberté de la presse 1998 attribué par le Comité pour la protection des journalistes.

## Publication
- (ru) Slutschainyi President [Le Président hasardeux], Pavel Cheremet et Svetlana Kalinkina, Saint-Pétersbourg : Limbus Press, 2004  (ISBN 978-5-8370-0116-1)